# Cristina Hoyos Panadero
Cristina Hoyos Panadero (Sevilla, 13 de juny de 1946) és una balladora flamenca, coreògrafa i actriu espanyola. En 1988 crea la seva pròpia companyia de ball amb la qual va debutar en juny de 1989 al Teatre Rex, de París.

## Biografia
Va començar a ballar amb 2 anys en l'espectacle infantil Galas Juveniles. Entre els seus mestres destaquen Adelita Domingo i Enrique El Cojo.
En 1969 Antonio Gades la incorpora en la seva companyia com a parella de ball, amb qui roman durant 2 dècades durant les quals, a més de recórrer gairebé tothom, participa en la trilogia cinematogràfica Bodas de Sangre, Carmen i El amor brujo que dirigeix Carlos Saura. En 1983 es presenta Carmen a París a París amb Cristina Hoyos com a protagonista, paper pel qual va ser qualificada com la millor Carmen ballada fins al moment.
Des de 1988 ha intervingut en altres pel·lícules i sèries de televisió com Juncal de Jaime de Armiñán, Montoyas y Tarantos de Vicente Escrivá, Antártida de Manuel Huerga, entre altres i la pel·lícula sobre la seva pròpia vida Despacito y a compás.
En 1989 debuta amb la seva companyia Ballet Cristina Hoyos al Festival de París amb el seu primer espectacle Sueños Flamencos i el 1990 es presenta en el Teatre de l'Òpera de París- Palais Garnier, amb un clamorós èxit; és la primera companyia de flamenc que actuava als teatres Òpera de París i Òpera d'Estocolm. També va coreografiar l'òpera Carmen dirigida per al Covent Garden de Londres Núria Espert i Zubin Mehta.
En 1992 actua en la Exposició Universal de Sevilla, amb Yerma i El Flamenco i en les cerimònies d'obertura i clausura dels Jocs Olímpics de Barcelona'92. En 1994 presenta al Teatre Châtelet de París el seu espectacle Caminos andaluces.
En 1996 coreografia Cuadro Flamenco amb decorats de Picasso per al Teatre de l'Òpera de Niça, realitza la coreografia de la pel·lícula El geperut de Notre Dame de Peter Medak i debuta amb el seu nou espectacle Arsa y toma, amb vestuari de Christian Lacroix, al Teatre de l'Òpera d'Avinyó.
En 1999 presenta Al compás del tiempo i coreografia Les Noces de Fígaro dirigida per José Luis Castro al Teatre de la Maestranza de Sevilla. En 2001 actua com a actriu i balladora protagonista de Carmen 2, le retour dirigida per Jerôme Savary.
En 2002 presenta Tierra adentro al Teatre Principal de València, pel qual li atorguen el Premi de les Arts Escèniques de la Generalitat Valenciana al millor espectacle.
En 2003 presenta als Jardins del Generalife de l'Alhambra de Granada l'espectacle Yerma amb direcció de José Carlos Plaza, on és presenciat per més de 60.000 espectadors.
El gener de 2004 és nomenada directora de la Compañía Andaluza de Danza. En 2005 presenta en el Gran Teatre de Còrdova l'espectacle Viaje al Sur, dirigit per Ramon Oller i Martínez, amb el qual fan una gira mundial. A l'estiu del 2006 presenta als jardins del Generalife de l'Alhambra l'espectacle Romancero gitano, basat en l'obra de Lorca i dirigit per José Carlos Plaza. El Festival de les Mines de la Unión li ret homenatge en la seva XLVI edició.
Al juliol de 2009 estrenen en Granada Poema del cante flamenco en el cafè de Chinitas basat en totes dues obres de Lorca i dirigit per José Carlos Plaza

## Vida personal
Juan Antonio Jiménez i Cristina Hoyos es van conèixer fa trenta anys en la companyia d'Antonio Gades, on ell era un dels ballarins principals. En les pel·lícules de Saura, Jiménez solia exercir el paper de marit de Cristina i rival d'Antonio. En 1997, Cristina Hoyos va ser diagnosticada de càncer de mama, del qual va haver de ser operada. Del resultat de l'operació el diu tot una frase seva: “Vaig sortir del quiròfan dormida i estava movent els braços”. Després d'aquesta difícil experiència, va publicar un llibre-testimonio: “¡Animo. p’alante! Cristina Hoyos: una mujer frente al cáncer de mama”

## Filmografia
- 1981 - Bodas de Sangre – Carlos Saura
- 1983 -Carmen – Carlos Saura
- 1986 - El amor brujo – Carlos Saura
- 1988 -La ballena blanca – José María Sánchez
- 1988 -Juncal – Jaime de Armiñán
- 1988 - Montoyas y Tarantos – Vicente EscriváSignatura de Cristina Hoyos junt amb alguns companys del grup, en el programa que els anunciava a L'Ópera de Budapest el 1974
- 1990	Los Angeles – Jacob Berger
- 1995 -Antártida – Manuel Huerga

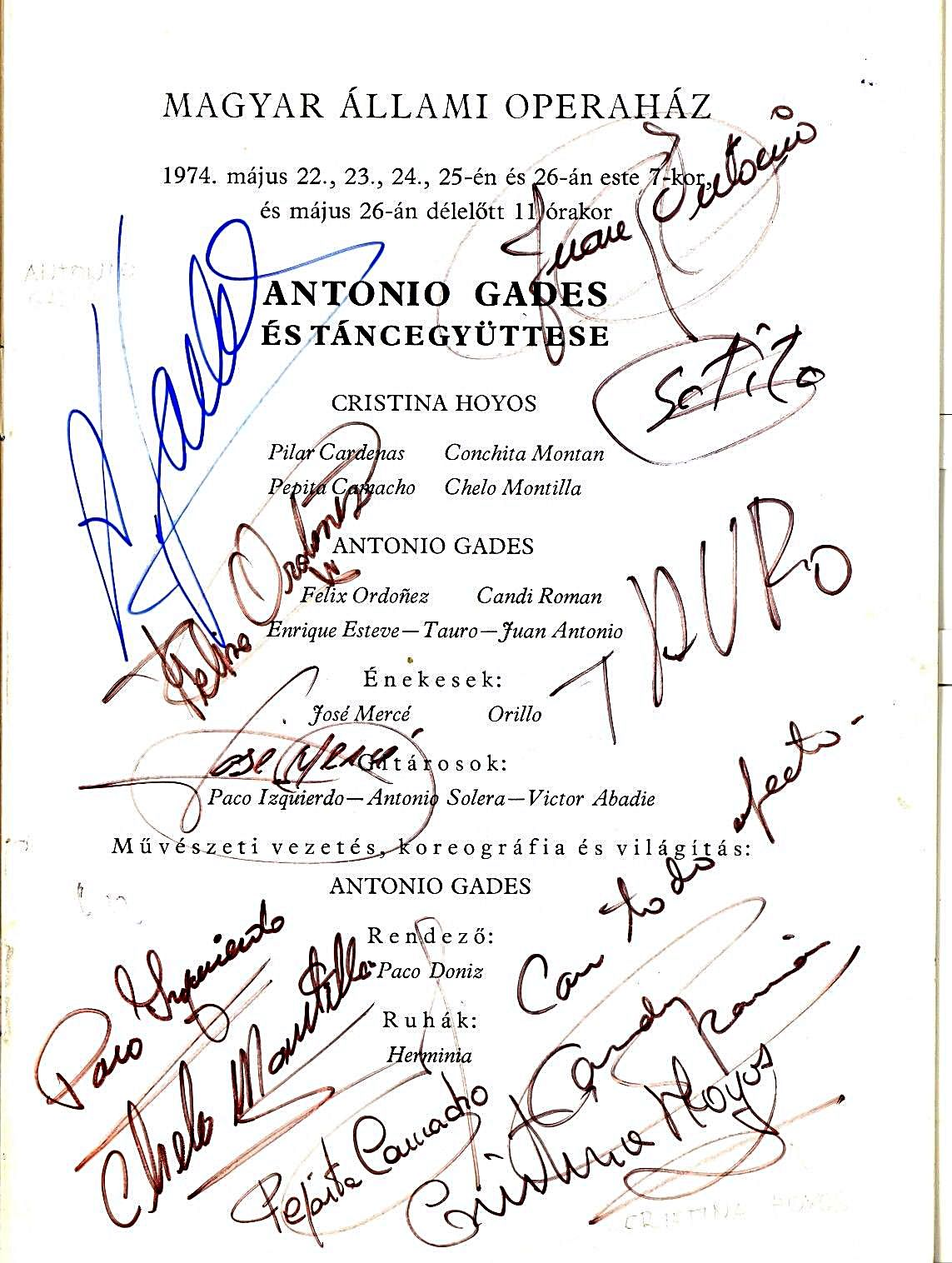
Signatura de Cristina Hoyos junt amb alguns companys del grup, en el programa que els anunciava a L'Ópera de Budapest el 1974

- 1996	El geperut de Notre Dame – Peter Medak
- 2002-Despacito y a compás (película para TV sobre su vida)
- 2011 - Vert, je t'aime vert (Caroline Chomienne)

## Premis
- 1984: Medalla del Cercle d'Escriptors Cinematogràfics a la millor actriu secundària per Carmen – Cercle d'Escriptors Cinematogràfics.[14]
- 1985: Premi Pegàs - Festival dei due Mondi –Spoleto
- 1991: Premi Nacional de Dansa – Ministeri de Cultura d'Espanya.
 Medalla d'Or d'Andalusia – Junta d'Andalusia
- 1993: Andalusa de l'any – Casa d'Andalusia (Barcelona).
Medalla d'Or de les Belles arts – Govern Espanyol
- 1997: Premi Andalusia de Cultura – Junta d'Andalusia.
Cavaller de l'Orde de les Arts i les Lletres – Govern Francès.
Personalitat Espanyola – Premis França de Turisme – Maison de France.
Premi del Públic al millor espectacle – Festival Nouvelle Danse – Mont-real
- 1999:Premio Porta d'Astúries – Associació Porta d'Astúries
- 2000:Premi Fitur – Patronat de Turisme i Diputació de Sevilla.
Premi a la Dona Treballadora – Junta d'Andalusia.
Alcaldessa d'Honor – Ajuntament d'Espinosa de Henares.
Homenatge “Peña Soleá” – Ajuntament de Palma del Río. 
I Premi Facyde – Federació d'Associacions de Cors i Danses d'Espanya.
Premi d'Honor i Sabatilla de Plata – Associació ‘Indanza’ d'Almeria.
Clavel de la premsa - Associació de premsa de Sevilla. 
Premio Presència Internacional – SGAE Sociadad Gral. d'Autors d'Espanya.
MAX a la millor intèrpret femenina de dansa.
Homenatge –XLIV Potaje de Utrera.
Premi Dona essencial en la dansa.
Homenatge Peña “Juan Talega"
Premi el Compàs del Cante, atorgat per la Fundació Cruz Campo.[15]
- 2001: Premi Casas Regionales (Barcelona).
Premi “Compàs del Cante” (Sevilla). 
Premi “Peña Juan Bernabé” (Lebrija)
- 2002:Premi Nathwani (Federation of European Cancer Societies).
Premi Biennal de Flamenc al millor Cos de ball
- 2003:Premi del Públic al millor espectacle flamenc (Canal Sur).
Premi Nacional de Flamenc per la Càtedra de Flamencologia de Jerez
Premi d'honor del Festival de Santa Bàrbara-Califòrnia.
Premi del Gran Teatre de l'Havana
- 2004:MAX a la millor Intèrpret Femenina de Dansa
PREMI Escènica – Premis de Cultura Fundació José Manuel Lara.
- 2005 - 2008: Premi Andalusia de Turisme:“Ambaixadora d'Andalusia ”.
Inauguració d'un carrer amb el seu nom a Carrión de los Céspedes-Sevilla.
Inauguració d'un carrer amb el seu nom a Tomares (Sevilla).
- 2009: Gran Medalla de la Vila de París (Ajuntament de París)
- 2011: Premi Ambaixadora del Turisme i la Cultura de Pequín (Ajuntament de Pequín)